# Franz Rienößl
Franz Rienößl, též Rienössl (4. července 1853 Vídeň – 1. dubna 1915 Vídeň), byl rakouský politik německé národnosti z Dolních Rakous, na počátku 20. století poslanec Říšské rady.

## Biografie
Byl synem majitele hostince. Vychodil národní školu, reálnou školu a absolvoval kupecký kurz a obchodní akademii. Působil zpočátku jako bankovní úředník. V letech 1882–1899 byl aktivním důstojníkem armády a dosáhl hodnosti nadporučíka. Angažoval se veřejně a politicky. V roce 1896 se stal členem okresní rady a pak od roku 1897 do roku 1915 zastával funkci okresního starosty ve vídeňském obvodu Wieden. Předsedal místní školní radě a byl kurátorem dolnorakouské hypoteční banky.
Zasedal i jako poslanec Dolnorakouského zemského sněmu. Zvolen sem byl v roce 1902 coby kandidát Křesťansko sociální strany za kurii městskou, obvod Vídeň IV. okres. Mandát na sněmu obhájil roku 1909 a poslancem byl do roku 1915.
Působil i jako poslanec Říšské rady (celostátního parlamentu Předlitavska), kam usedl ve volbách do Říšské rady roku 1907, konaných poprvé podle všeobecného a rovného volebního práva. Byl zvolen za obvod Dolní Rakousy 10. Mandát zde obhájil ve volbách do Říšské rady roku 1911. Po volbách roku 1907 byl uváděn coby člen klubu Křesťansko-sociální sjednocení, po volbách roku 1911 Křesťansko-sociálního klubu německých poslanců.
Zemřel v dubnu 1915 po dlouhé nemoci.